# Zoo et jardin botanique de Higashiyama
Le zoo et jardin botanique de Higashiyama (東山動植物園, Higashiyama Dōshokubutsuen) est un parc zoologique et botanique situé dans l'arrondissement de Chikusa-ku, à Nagoya au Japon.

## Description
Le parc d'une superficie de 59 hectares comprend un jardin zoologique (jardin principal et jardin nord), un jardin botanique, la Higashiyama Sky Tower (en) et un parc d'attractions. Un monorail fait le tour du parc.
Le zoo abrite plus de 450 espèces, soit le plus grand nombre au Japon. Les jardins botaniques abritent une flore sauvage, ainsi qu'une grande serre, un insectarium et un jardin japonais. La Higashiyama Sky Tower offre aux visiteurs une vue sur Nagoya depuis ses points d'observation et dispose également d'un restaurant à 100 mètres au-dessus du sol.
Les oiseaux sauvages du zoo et jardin botanique de Higashiyama font partie des 100 sons naturels du Japon.